# Огава, Коки
Ко́ки Ога́ва (яп. 小川 航基; род. 8 августа 1997, Иокогама) — японский футболист, нападающий нидерландского клуба НЕК и сборной Японии по футболу.

## Биография

### Клубная карьера
Огава начал карьеру в клубе «Джубило Ивата», представляющий в то время Первую Джей-лигу. Дебютировал за эту команду 6 апреля 2016 года в матче Кубка Джей-лиги против «Ванфоре Кофу», закончившийся победой «Джубило Ивата» со счётом 1:0. В том сезоне Огава не сыграл ни одного матча в Джей-лиге, ограничившись играми в кубковых турнирах.
Дебютировал в Первой Джей-лиге за «Джубило Ивата» 18 марта 2017 года в матче против «Виссел Кобе», закончившейся победой «Кобе» со счётом 1:0. За «Джубило Ивата» Огава отыграл два с половиной сезона, сыграв в Джей-лиге 23 матча и забив 1 гол. В июле 2019 года Огава перешёл на правах аренды в клуб Джей-лиги 2 «Мито Холлихок», за который сыграл 19 матчей и забил 7 голов. По окончании сезона он вернулся в «Джубило Ивата», в котором отыграл два сезона во Второй Джей-лиге, став основным игроком этой команды.
27 декабря 2021 года перешёл в «Иокогаму», подписав контракт с клубом на один сезон. В составе «Иокагамы» Огава в сезоне 2022 года показал высокую результативность, забив во Второй Джей-лиге 26 голов за 41 игру и благодаря этому стал лучшим бомбардиром J2 League, опередив ближайшего преследователя Тиаго Алвеса на 10 голов. Его результативные действия позволили «Иокогаме» выйти в Первую Джей-лигу, в которой в новом сезоне он сыграл 15 матчей и забил 6 голов.
В июле 2023 года Огава на правах аренды перешёл в клуб из Нидерландов НЕК, заключив соглашение до конца сезона. Дебютировал за новую команду в Эредивизи 13 августа 2023 года в матче с роттердамским «Эксельсиором». В этом матче Огава забил свой первый гол в зарубежном чемпионате, но НЕК проиграл со счётом 4:3. 21 марта 2024 года НЕК реализовал опцию выкупа и Огава подписал с клубом трёхлетний контракт.

### Карьера в сборной
В составе молодёжной сборной Японии Огава играл на молодёжном чемпионате мира 2017 года, на котором сыграл в матчах со сборными ЮАР (2:1) и Уругвая (0:2). В матче с молодёжной сборной ЮАР он забил гол и Япония прошла в плей-офф, но Огава там не играл из-за травмы.
14 декабря 2019 года в матче со сборной Гонконга в рамках чемпионата Восточной Азии оформил первый хет-трик за сборную Японии; сборная Японии одержала победу в том матче со счётом 5:0.